# قادریه (الجزایر)
قادریه (به عربی: قادرية) یک شهرداری در الجزایر است که در استان بویره واقع شده‌است. قادریه ۹۴ کیلومتر مربع مساحت و ۲۲٬۳۲۷ نفر جمعیت دارد.